# Калакин, Иван Дмитриевич
Иван Дмитриевич Калакин (1930—1993) — советский хозяйственный и государственный деятель, Герой Социалистического Труда.

## Биография
Родился в 1930 году в деревне Альшань. Член КПСС.
В 1952—1990 — плотник Орловского строительного треста, бригадир плотников Орловского управления строительства Министерства промышленного строительства СССР.
Указом Президиума Верховного Совета СССР от 5 апреля 1971 года присвоено звание Героя Социалистического Труда с вручением ордена Ленина и золотой медали «Серп и Молот».
Делегат XXIV съезда КПСС.
Умер в 1992 году в Орле.

## Награды и звания
- Герой Социалистического Труда (05.04.1971)
- Орден Ленина (11.08.1966, 05.04.1971)